# Philodromus cespitum
Philodromus cespitum es una especie de araña cangrejo corredora de la familia Philodromidae. Se encuentra en América del Norte, Europa, Norte de África, Turquía, Caucaso, franja de Rusia (de Europa al Lejano Oriente), Kazajistán, China, Corea, y Japón.

## Galería de imágenes

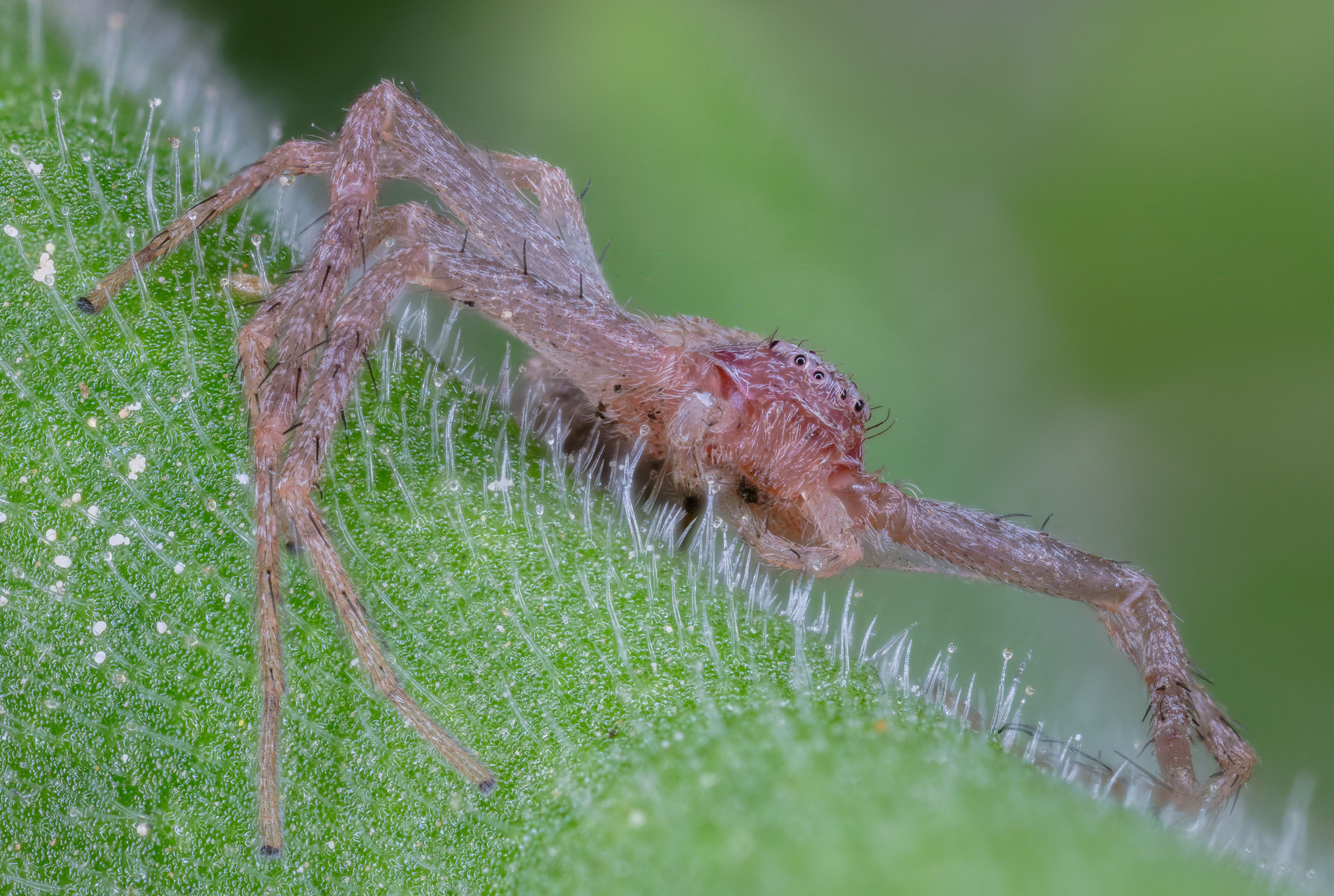
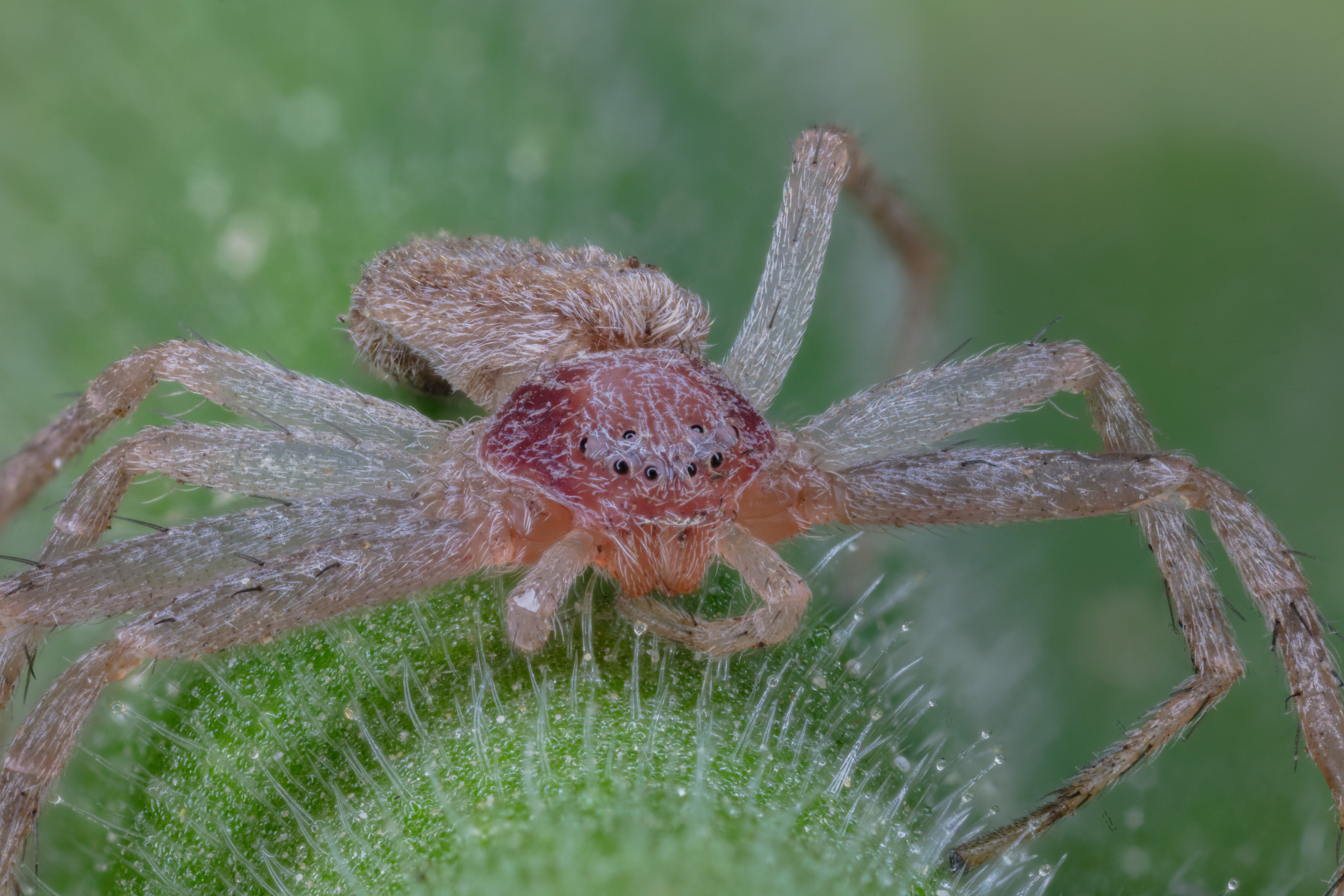
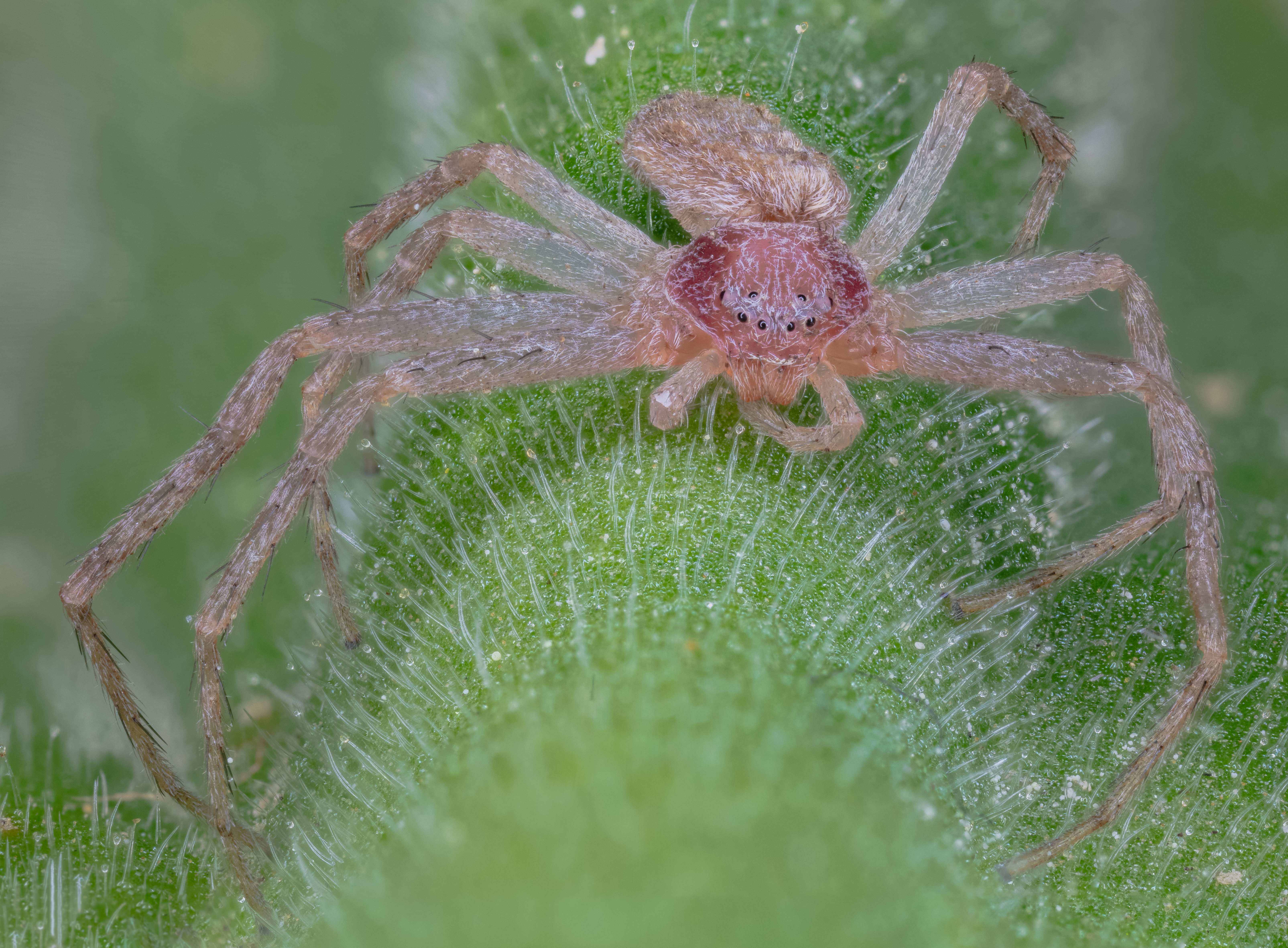
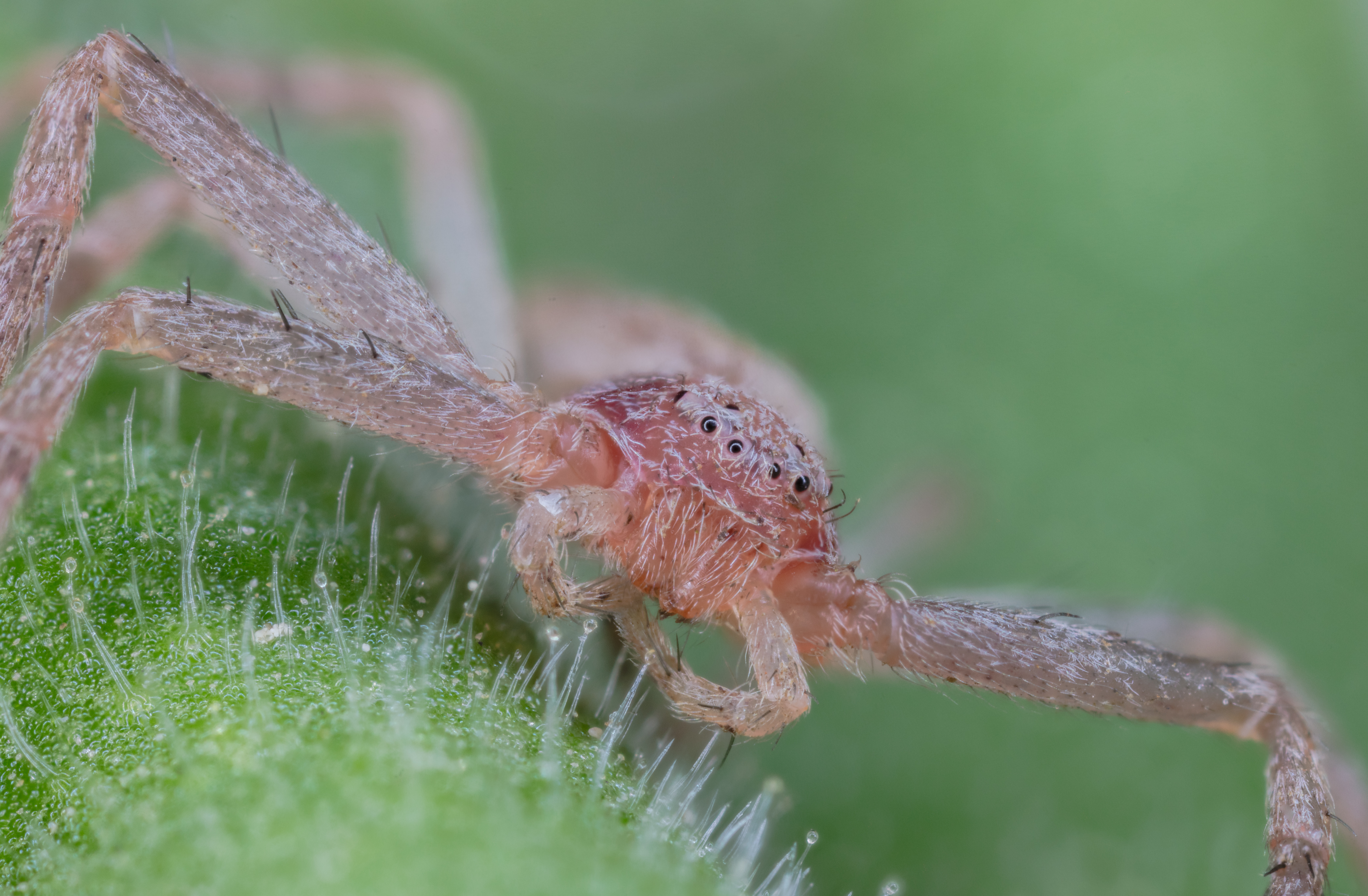